# Kim-Pascal Boysen
Kim-Pascal Boysen (* 19. Juni 1988) ist ein deutscher Fußballspieler.

## Karriere
Er entstammt der Jugendabteilung der Kickers Offenbach. Zu seinem Profidebüt in der 3. Liga kam er am 19. Dezember 2008 beim 2:0-Heimsieg gegen den VfB Stuttgart II, bei dem er in der 84. Minute für Matthias Morys eingewechselt wurde.

## Familie
Sein Vater ist der ehemalige Bundesliga-Spieler und jetziger Trainer Hans-Jürgen Boysen, unter dem er auch zu seinem Profidebüt kam.